# Tango nuevo
« Nuevo tango » redirige ici. Pour l'album de jazz connu sous ce titre et plusieurs autres, voir Summit - Reunión cumbre.
Le nuevo tango, aussi appelé tango nuevo, neotango ou tango contemporain,  est un genre musical ayant émergé dans les années 1960 en Argentine. Il est créé par Astor Piazzolla dans les années 1960, qui a obtenu un succès mondial avec la composition Libertango dans les années 1970. Ce terme désigne aussi un nouveau genre de danse du XXIe siècle, issu du tango argentin classique ou traditionnel.

## Origines
Le nuevo tango est intimement lié à la figure emblématique d’Astor Piazzolla. Celui-ci s'éloigne peu à peu du tango traditionnel pour créer un nouveau style musical à son retour de Paris en 1955 avec les arrangements pour son ensemble Octeto Buenos Aires. « Son tango se fait complexe, varié. Il déconstruit les compases (rythmes) traditionnels, use et abuse du contrepoint, mêle quelques ingrédients du répertoire classique à celui des tangueros, inclut de nouveaux instruments dans l’orchestre (la guitare électrique, notamment) ». La complexité de cette musique déconcerte ; Piazzolla et le nuevo tango auront de nombreux détracteurs parmi les représentants de la Guardia Vieja, du tango traditionnel. Sa musique n'est plus composée pour le bal et les danseurs.
À la fin du XXe siècle, à Buenos Aires, au sortir de la dictature, des danseurs de la nouvelle génération font évoluer peu à peu le tango de bal en y incorporant des figures spectaculaires originellement prévues pour les chorégraphies destinées aux démonstrations de scène. Ces pionniers d'un art nouveau, notamment Gustavo Naveira (en), Pablo Verón et Roberto Herrera (en) feront la reconquête de l'Europe par le tango à l'instar de l'émergence du tango au début du XXe siècle[pas clair].

## Danse
De par sa structure plus souple et plus terrienne, le tango nuevo se veut plus malléable et plus dynamique. Cette ouverture amène à un élargissement des possibilités de mouvement. Ainsi, les genoux s'écartent, l'axe revêt plusieurs formes, les énergies prennent plus d'ampleur. L'abrazo (l'enlacement) peut être « fermé » ou « ouvert ». Les danseurs peuvent choisir l'un ou l'autre ou alterner au cours de la danse.
Cette évolution apporte aussi à cette danse une plus grande exigence physique. Elle devient ainsi plus sportive. Ce qui explique sans doute l'attirance croissante des jeunes de 20-35 ans durant ces 10 dernières années.[réf. nécessaire]
Par l'introduction récente des techniques de danse contemporaine et d'arts martiaux, la maîtrise des énergies circulant dans le couple constitue une part essentielle des nouveautés. Ce nouveau système a pour but d'apporter plus de fluidité, de douceur et de naturel dans la danse, sans pour autant perdre la dynamique des mouvements. Pourtant, même si ces techniques sont communément utilisées par les danseurs de la « nouvelle génération » (Mariano Frúmboli (en), dit Chico, Sebastián Arce, Gaston Torelli, Cecilia Garcia, Moira Castellano, etc.), elles constituent néanmoins « la bible des initiés ». Dans les bals, seule une partie de l'élite les maîtrise.

### Enseignement en France
En France, le terme de tango nuevo désigne plusieurs manières d'appréhender le tango. La part des professionnels qui dispensent dans leur enseignement les « principes énergétiques » est une minorité.
Pour cette minorité, l'enseignement se focalise sur la qualité de la relation dans le couple, où le confort sera privilégié. Ils considèrent le tango nuevo comme l'évolution logique du tango traditionnel. Évolution signifiant faire mieux, sans rien perdre. Souvent, il s'agira de cours suivis durant de nombreuses années.[évasif] L'apprentissage d'une telle profondeur technique n'est pas à la portée de tous, et nécessite une forte implication, du temps et de l’argent. C'est pourquoi beaucoup iront vers un enseignant censé être plus abordable et souvent considéré comme plus plaisant.[réf. nécessaire]
Pour cette grande majorité, le terme de tango nuevo désigne souvent le « tango en ouvert » et, parfois, le « tango jeune », mais ce seront toujours les figures impressionnantes qui l'intéresseront. L'offre et la demande s'accordent : le plaisir dans l'apprentissage des nombreuses figures sera le leitmotiv. Très souvent, ces enseignements se donnent suivant la méthode traditionnelle, c'est-à-dire apprendre des enchaînements par cœur afin de les reproduire en bal.

## Caractéristiques
Le plus important compositeur de tango nuevo fut Astor Piazzolla, qui révolutionna le tango dans les années 1950 en introduisant de nouveaux instruments, comme le saxophone et la guitare électrique, ainsi que de nouvelles formes de structures harmoniques et mélodiques dans l'ensemble traditionnel du tango. Parmi les autres compositeurs de tango nuevo célèbres, on compte notamment Osvaldo Pugliese, Ariel Ramírez et Juan Carlos Cáceres.
En 1974, l'enregistrement de Libertango à Milan, avec la contribution de Pino Presti à la basse électrique et Tullio De Piscopo à la batterie, a été décisif pour le succès mondial du nuevo tango. Quelque temps plus tard, Piazzolla joue avec le saxophoniste de jazz Gerry Mulligan, ce qui a conduit à la production en 1974 d'un album considéré comme un classique du genre : Summit.
Au XXIe siècle, la musique de tango composé ou orchestré se confrontant à de nouveaux styles de jeu et aux différents courants musicaux (rap, musique contemporaine, electropop...) est baptisé neotango par certains spécialistes. Souvent, il propose une fusion de sons électroniques et acoustiques.
De nombreux musiciens s'approprient les codes du nuevo tango pour en faire du neotango, de l'electrotango (ou tango electrónico) ou pour continuer à faire connaître l'œuvre du nuevo tango. Les principaux représentants en sont Tanghetto, Bajofondo, Electrocutango (en), Gotan Project, Nuevo Tango Ensamble (en), Ensemble Montréal Tango, Carlos Libedinsky), Dure-mère, Rodrigo Favela (latin tango), Malevo, Otros Aires, Duo Intermezzo.